# São José do Vale do Rio Preto
São José do Vale do Rio Preto là một đô thị thuộc bang Rio de Janeiro, Brasil. Đô thị này có diện tích 239,95 km², dân số năm 2007 là 21375 người, mật độ 89,1 người/km².